# شري نايار
شري ك. نايار مهندس وعالم كمبيوتر معروف بإسهاماته في مجالات رؤية الكمبيوتر والتصوير الحاسوبي ورسومات الكمبيوتر. وهو أستاذ لعلوم الكمبيوتر في كلية الهندسة في جامعة كولومبيا. يشارك نايار في إدارة مركز كولومبيا للرؤية والرسومات وهو رئيس مختبر رؤية الكمبيوتر (CAVE)، الذي يطور أنظمة تصوير ورؤية حاسوبية متقدمة. يشغل نايار أيضًا منصب مدير الأبحاث في شركة سناب المتحدة. تم انتخابه عضوًا في الأكاديمية الوطنية الأمريكية للهندسة في عام 2008 والأكاديمية الأمريكية للفنون والعلوم في عام 2011 لعمله الرائد في الكاميرات الحاسوبية والرؤية الحاسوبية القائمة على الفيزياء.

## التعليم والمسار المهني
حصل نايار على بكالوريوس في الهندسة الكهربائية من معهد بيرلا للتكنولوجيا في مدينة مسرة في الهند عام 1984، وماجستير في الهندسة الكهربائية وهندسة الحاسبات من جامعة ولاية كارولينا الشمالية في مدينة رالي في الولايات المتحدة الامريكية عام 1986. حصل على درجة الدكتوراه. في الهندسة الكهربائية وهندسة الكمبيوتر من معهد الروبوتات في جامعة كارنيجي ميلون في مدينة بيتسبرغ في الولايات المتحدة الأمريكية عام 1991.
عمل نايار كمهندس بحث في شركة تايلور انسترومنت في نيودلهي عام 1984. من عام 1986 إلى عام 1990، كان مساعدًا لأبحاث الدراسات العليا في معهد الروبوتات بجامعة كارنيجي ميلون. في صيف عام 1989، كان باحثًا زائرًا في شركة هيتاشي المحدودة في يوكوهاما، اليابان. انضم إلى هيئة التدريس بقسم علوم الكمبيوتر بجامعة كولومبيا عام 1991، وفي عام 2009 أصبح رئيسًا للقسم. يشغل نايار أيضًا منصب مدير الأبحاث في شركة سناب المتحدة.

## البحث
يتركز بحث نايار في مجال التصوير الحاسوبي  ورؤية الكمبيوتر ويركز على إنشاء كاميرات جديدة ونماذج قائمة على الفيزياء للرؤية والرسومات وخوارزميات لفهم الصور. يحفز عمله تطبيقات في مجالات رؤية الآلة، والتصوير الرقمي، ورسومات الكمبيوتر، والروبوتات، والتفاعلات بين الإنسان والحاسوب. طور نايار مفهوم الكاميرات الحاسوبية  وهو باحث رائد في مجال التصوير الحاسوبي والرؤية الحاسوبية. تم تنظيم مجال التصوير الحاسوبي وفقًا لتصنيف اقترحه.
تشمل اختراعات نايار كاميرات يمكنها التقاط صور بزاوية 360 درجة، ذات نطاق ديناميكي عالٍ، وصور ثلاثية الأبعاد. لقد أوضح مفهوم الكاميرا التي تعمل بالطاقة الذاتية والتي يمكنها إنتاج فيديو باستخدام الطاقة التي يتم حصادها بواسطة الضوء الذي تلتقطه الكاميرا دون الحاجة إلى مصدر طاقة خارجي. تم دمج طريقته في استخدام وحدات البكسل المتنوعة لتصوير النطاق الديناميكي العالي أحادية اللقطة  في مستشعرات الصور التي يتم استخدامها حاليًا بواسطة الكاميرات في الهواتف الذكية والأجهزة اللوحية والأجهزة المحمولة الأخرى. في عام 2017، نشرت شركة بوبولر فوتوغرافي (Popular Photography) ملفًا شخصيًا عن نايار يصف تأثيره على التصوير الرقمي وكاميرات الهواتف الذكية.
طور نايار نموذج انعكاس المسمى اورين-نايار بالتعاون مع مايكل اورين في عام 1994، والذي يستخدم على نطاق واسع في حزم عرض الرسومات التجارية. في عام 2009، ابتكر كاميرا بيغ شوت، وهي كاميرا رقمية صديقة للأطفال مصممة للتعلم التجريبي. تم استخدام ورش العمل والبرامج المصممة حول كاميرا بيغ شوت لتثقيف طلاب المدارس المتوسطة في جميع أنحاء العالم، ولا سيما في المجتمعات المحرومة. اعتبارًا من أغسطس 2021، نشر نايار أكثر من 300 منشور علمي، وحاصل على أكثر من 80 براءة اختراع بشأن الاختراعات المتعلقة بالتصوير، ورؤية الكمبيوتر، والروبوتات، وقد تم الاستشهاد بمنشوراته ما يقرب من 60 ألف مرة، ولديه مؤشر إتش 129. في مارس 2021، أتاح نايار للجمهور سلسلة محاضرات بعنوان المبادئ الأولى لرؤية الكمبيوتر.

## التكريمات
حصل نايار على عدة جوائز لأفضل منشوراته العلمية، بما في ذلك جائزة ديفيد مار في عامي 1990 و1995، وجائزة هيلمهولتز في عام 2019. في بداية حياته المهنية، حصل على جائزة جائزة المخترع الوطني الشاب من مؤسسة العلوم الوطنية في عام 1991، وزمالة باكارد من مؤسسة دايفيد ولوسيل باركارد في عام 1992. لتأثير أبحاثه، تم تكريمه بجائزة إن تي تي للإنجاز العلمي المتميز من شركة إن تي تي في عام 1994، وشرف التقدير من شركة سوني في عام 2014، وجائزة الاختراع لعام 2016  من مجلة بوبيلار ساينس، وجائزة بامي (بالإنجليزية: PAMI)‏ المتميزة  من معهد مهندسي الكهرباء والإلكترونيات في عام 2019، وجائزة فوناي  من جمعية معالجة المعلومات في اليابان في عام 2021. تم تكريمه لموهبته كمدرس مع جائزة كيك للتميز في التدريس الهندسي من مؤسسة كيك في عام 1995، وجائزة كولومبيا الكبرى للمعلم  من جمعية خريجي جامعة كولومبيا  في عام 2006، وأعضاء هيئة التدريس المتميزين جائزة من جمعية خريجي هندسة كولومبيا في عام 2015. حصل على جائزة إنجاز الخريجين من جامعة كارنيجي ميلون في عام 2009 وجائزة الخريجين المتميزين من معهد بيرلا للتكنولوجيا، مسرة، في عام 2021. لمساهماته البحثية الرائدة واختراعاته في مجالات التصوير الحاسوبي ورؤية الكمبيوتر، تم انتخابه في الأكاديمية الوطنية للهندسة  في عام 2008، والأكاديمية الأمريكية للفنون والعلوم في عام 2011، والأكاديمية الوطنية للمخترعين في عام 2014.

## روابط خارجية
- الصفحة الرئيسية لشري ك نايار
- قسم علوم الحاسوب، جامعة كولومبيا
- هندسة كولومبيا
- جامعة كولومبيا
- الأكاديمية الوطنية للهندسة
- الأكاديمية الأمريكية للفنون والعلوم
- الأكاديمية الوطنية للمخترعين
- مؤسسة العلوم الوطنية
- مؤسسة ديفيد ولوسيل باكارد
- مؤسسة WM Keck
- بحث Snap
- المبادئ الأولى للرؤية الحاسوبية